# Whirlpool (film)
Whirlpool is een Amerikaanse film noir uit 1949 onder regie van Otto Preminger. De film werd destijds in Nederland uitgebracht onder de titel Verbijstering.

## Verhaal
Ann Sutton is de vrouw van een gevierde psychoanalyticus. Ze lijdt al sinds haar jeugdjaren stiekem aan kleptomanie. Wanneer ze wordt gearresteerd voor winkeldiefstal, biedt de onbetrouwbare hypnotiseur David Korvo zich aan om haar te genezen. Ann krijgt al gauw te maken met afpersing en moord. Door toedoen van de hypnotiseur weet ze zelfs niet of ze zelf die moord heeft begaan. Uiteindelijk krijgt ze de steun van haar afstandelijke echtgenoot, die de hypnotiseur in een val wil laten lopen.

## Rolverdeling
| Acteur            | Personage           |
| ----------------- | ------------------- |
| Gene Tierney      | Ann Sutton          |
| Richard Conte     | Dr. William Sutton  |
| José Ferrer       | David Korvo         |
| Charles Bickford  | James Colton        |
| Barbara O'Neil    | Theresa Randolph    |
| Eduard Franz      | Martin Avery        |
| Constance Collier | Tina Cosgrove       |
| Fortunio Bonanova | Feruccio di Ravallo |